# Rudolf Kellner
Rudolf Kellner (* 23. September 1938 in Wien; † 5. April 2005 in Wien) war ein österreichischer Koch und Hotelier. 

## Leben und Wirken
Kellner wurde als erster Sohn der Wirtsleute Rudolf Kellner sen. und Justine Kellner, geborene Karall, in der Herklotzgasse im 15. Wiener Gemeindebezirk Rudolfsheim-Fünfhaus geboren. Sein Vater hatte 1929 das Eck-Gasthaus in der Herklotzgasse mit Geld gekauft, das er während seiner Tätigkeit als Kellner im Waldorf-Astoria in New York gespart hatte. Seine Mutter Justine trat im Oktober 1936 als Köchin in den Betrieb ein und heiratete im August 1937 Rudolf Kellner sen. 1943 wurde Kellners Bruder Manfred geboren. Im Herbst desselben Jahres wurde er für den Transport von Munition nach Bulgarien und Griechenland in den Kriegsdienst eingezogen.
1952 begann Rudolf Kellner jun. mit der Kochschule unter der Führung von Karl Duch. Im Folgejahr fand er eine Lehrstelle im Hotel Straubinger in Bad Gastein und wurde nach zwei Probemonaten fix angestellt. Zwischen 1955 und 1965 sammelte Kellner internationale Erfahrung u. a. in Genf, Zürich, St. Moritz, Stockholm, auf dem Kreuzfahrtschiff Rotterdam, in Paris, London und Montevideo. Für sein weiteres Leben bestimmend wurde jedoch seine Tätigkeit im Londoner Hotel Savoy von März 1962 bis Oktober 1964, wo er die dort noch lebendige Grande Cuisine nach Auguste Escoffier erlernte. Dieser wurde nach eigener Aussage sein Leitstern und ihm widmete er später ein eigenes Escoffier-Menü, das in Wien einen legendären Ruf genoss.
Nach seiner Rückkehr in das elterliche Gasthaus erfolgte Kellners Heirat mit Ursula, die er während ihres Au-Pair-Aufenthalts in London kennengelernt hatte. Inzwischen hatte die Familie das Haus gekauft, in dem sich der Betrieb befand und 1968 fand die Übergabe an Rudolf Kellner jun. statt. Dieser begann mit der Adaptierung einiger Wohnungen für einen Hotelbetrieb und gestaltete das Gasthaus zu einem Speiselokal mit gutbürgerlicher Wiener Küche um. 
Bei seinen Reisen mit kulinarischem Schwerpunkt nach Frankreich lernte er die dort im Entstehen begriffene Nouvelle Cuisine kennen. So entstand seine Auffassung die Prinzipien saisonal frischer Zutaten, regionaler Zutaten und wohl strukturierter Einfachheit auch für die Österreichische Küche zu adaptieren. Gemeinsam mit seinem Freund und Stammgast Jörg Mauthe forcierte er diese Idee als Neue Österreichische Küche. In seinem Hotel-Restaurant Altwienerhof schuf er ein internationales Gourmetrestaurant und führte seit 1992 drei Hauben im Restaurantführer Gault-Millau. Sein Weinkeller wurde durch das  Wine Spectator Magazin als einer der bestsortierten Weinkeller der Welt mit einem 'Grand Award' ausgezeichnet und umfasste etwa 23.000 Flaschen, darunter seltene Auktionsweine, wie einen Romanée-Conti 1928 oder einen Château Latour 1870.
In seinem Restaurant im Altwienerhof lernten u. a. die Köche Christoph Wagner und Gerhard Fuchs. Kellner starb 2005 in Wien nach langer Krankheit und wurde am Wiener Zentralfriedhof bestattet. Sein Hotel-Restaurant Altwienerhof hatte er zwei Jahre zuvor verkauft.